# 완간 미드나이트
완간 미드나이트(일본어: 湾岸ミッドナイト)는 일본의 자동차 소설 작가로 알려진 구스노키 미치하루가 1990년도부터 연재한 만화이다. 쇼우 갓칸 출판사의 빅 코믹 스피리츠에 실렸지만, 나중에는 코단샤 출판사의 영 매거진에 실려 이니셜 D와 경쟁했다. 일본에서는 이니셜 D보다 더 높은 인지도를 자랑하며, 2007년 6월부터 2009년 7월까지 애니맥스에서 이니셜 D 4기 제작진들과 함께 26부작을 방영했다.
대한민국에서는 논스톱 죽어도 좋아라는 제목으로 발간되었으나 완결되지 않았다.

## 같이 보기
- 수도고속도로 완간 선 - 이를 배경으로 다루는 고속도로